# جيمس لورانس (عسكري)
جيمس لورانس (بالإنجليزية: James Lawrence)‏ هو عسكري أمريكي، وكان ضابطًا بحريًا أمريكيًا خلال حرب عام 1812. ولد في 1 أكتوبر 1781 في بورلينغتون في الولايات المتحدة، وتوفي في 4 يونيو 1813.
خلال الحرب مع فرنسا، خدم في منطقة البحر الكاريبي في الفرقاطة وتم تكليفه ملازما أول في 6 أبريل 1802، وخدم على متنها في البحر المتوسط، وشارك في هجوم ناجح في 2 يونيو 1803.

## السيرة الشخصية
وُلِد لورنس في الأول من أكتوبر عام 1781 في بورلينغتون بولاية نيوجيرسي، لكنه نشأ في وودبري بولاية نيوجيرسي، وهو ابن جون ومارثا (تالمان) لورانس. توفيت والدته عندما كان رضيعًا وهرب والده الموالي إلى كندا خلال الثورة الأمريكية، تاركًا أخته غير الشقيقة لرعاية الرضيع. على الرغم من أن لورانس درس القانون، فقد دخل إلى البحرية الأمريكية كجندي بحري في عام 1798.

## الوفاة

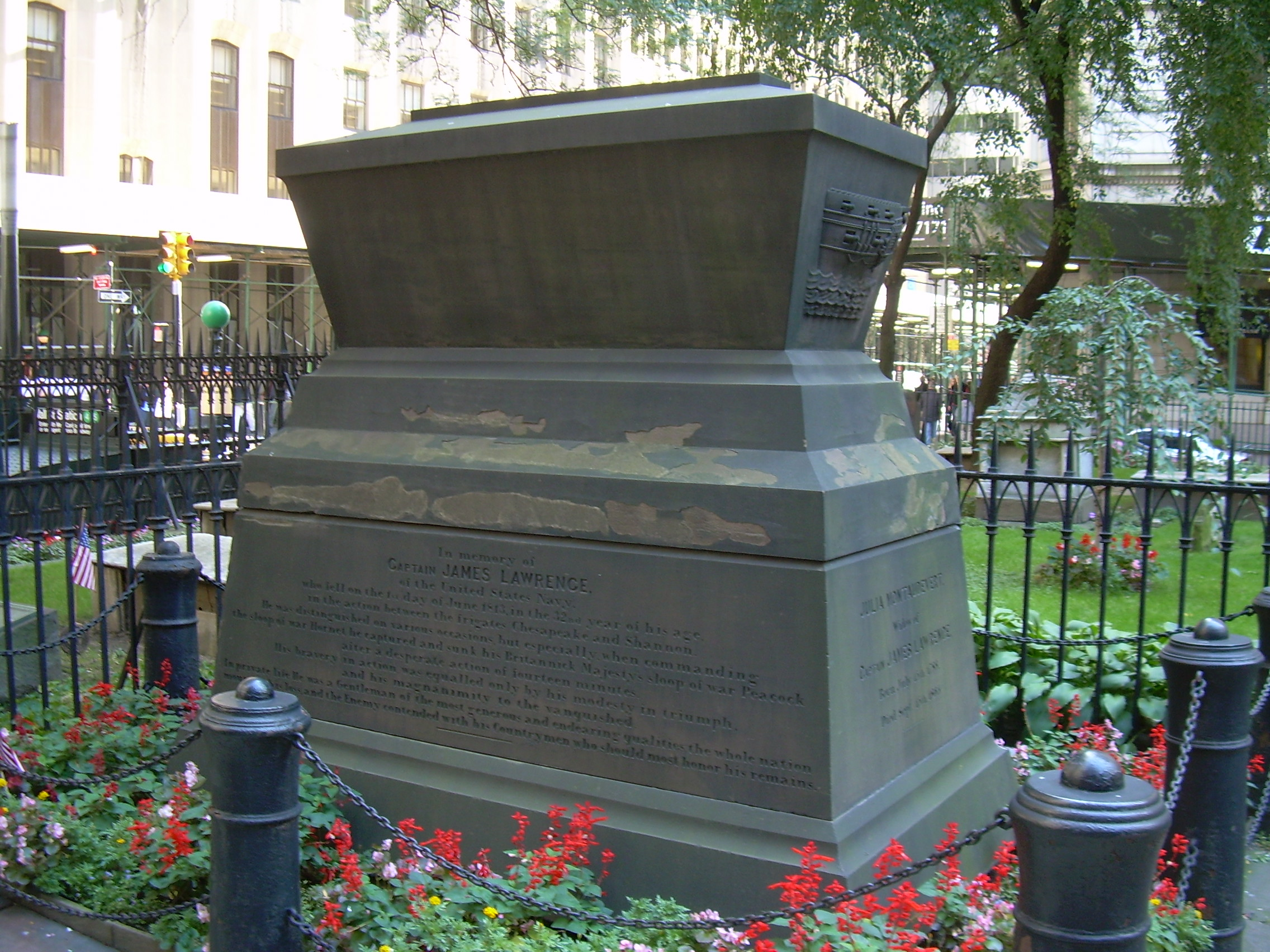
قبر جيمس لورنس

لدى عودته إلى الولايات المتحدة في شهر مارس، تمت ترقيته إلى نقيب بحري. بعد شهرين تولى قيادة الفرقاطة تشيسابيك، ثم استعد للإبحار إلى بوسطن. غادر الميناء في 1 يونيو 1813 وحاصر فرقاطة البحرية الملكية شانون ودخل في معركة شرسة. على الرغم من كونها أصغر قليلاً، فقد عطلت السفينة البريطانية تشيسابيك بإطلاق النار خلال الدقائق القليلة الأولى. أمر الكابتن لورانس، الذي أصيب بجروح قاتلة بنيران الأسلحة الصغيرة، ضباطه، أن لا يتخلوا عن السفينة البريطانية وأن يستمروا بالقتال حتى تغرق السفينة.

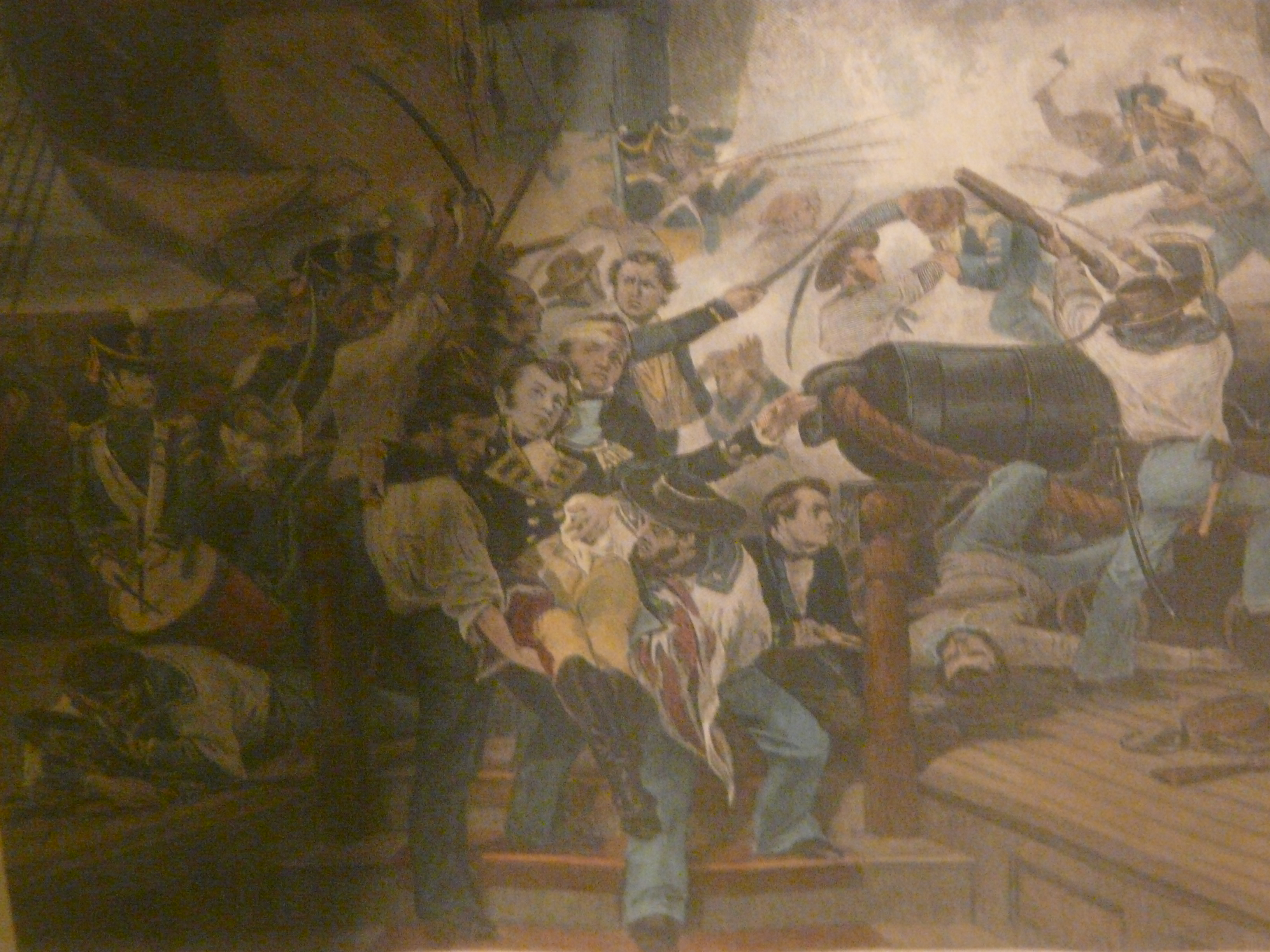
رسم تخيلي للحظة "لا تتخلى عن السفينة"

 وقال لهم أن يطلقوا النار بشكل أسرع، ولا يتخلوا عن السفينة. توفي جيمس متأثرا بجراحه في 4 يونيو 1813، بينما قاد خاطفوا السفينة تشيسابيك إلى هاليفاكس.

## التكريم
تم تكريمه بميدالية الكونغرس الذهبية

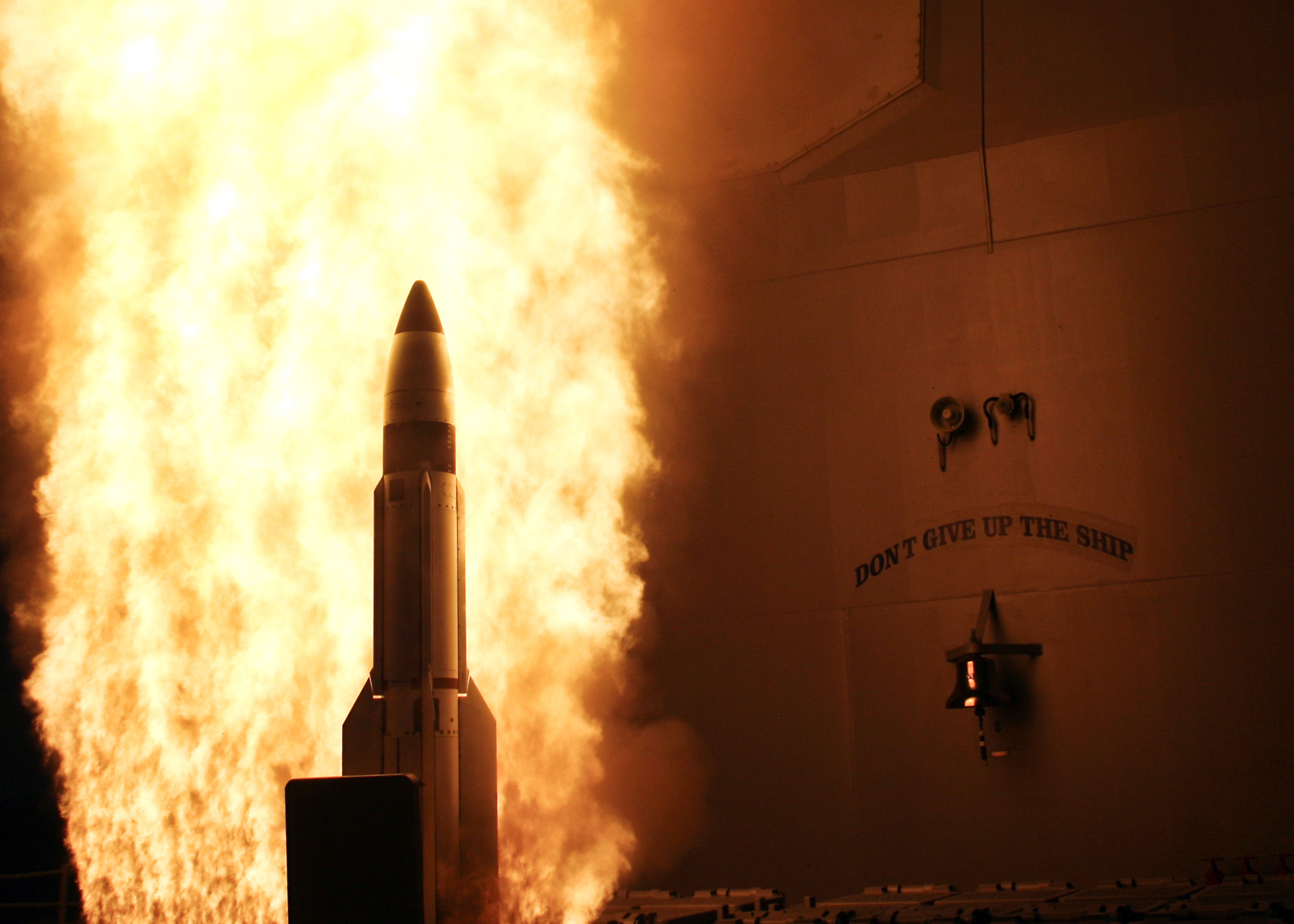
الكلمات الأخيرة لجيمس لورانس

وسميت العديد من الأماكن باسم الكابتن لورانس، منها:
- لورانس، إنديانا[7]
- مقاطعة لورانس، ألاباما.
- مقاطعة لورانس، أركنساس[8]
- مقاطعة لورنس، إلينوي.
- مقاطعة لورانس، إنديانا.
- مقاطعة لورانس، كنتاكي.[9]
- مقاطعة لورانس، ميزوري.
- مقاطعة لورانس، ميسيسيبي.
- مقاطعة لورانس، أوهايو.
- مقاطعة لورانس، ولاية بنسلفانيا.
- مقاطعة لورانس، تينيسي.
- بلدة لورانس بارك في مقاطعة إيري، ولاية بنسلفانيا.
- لورنسبورغ، تينيسي.
- لورنسفيل ، جورجيا[10]
- لورنسفيل، إلينوي.
- لورنسفيل، أحد أحياء بيتسبيرغ.
- لورنسفيل، ولاية بنسلفانيا، وهي بلدة في مقاطعة تيوجا.
- بلدة لورانس في مقاطعة ماريون، إنديانا وبلدية لورانس، إنديانا.
- بلدة لورانس في مقاطعة ميرسر، نيو جيرسي.
- مدرسة الكابتن جيمس لورانس الابتدائية في مسقط رأسه في بيرلينجتون في نيو جيرسي.[11]
- شارع لورانس في مونتغمري، ألاباما سمي على اسم لورانس.
- لورنس أفنيو في نورمان، أوكلاهوما سمي تكريما للورانس.

بالإضافة إلى ذلك، قامت البحرية الأمريكية بتسمية خمس سفن باسم لورانس.

## وصلات خارجية
- جيمس لورانس على موقع الموسوعة البريطانية (الإنجليزية)